# NHK海外ネットワーク
『NHK海外ネットワーク』（エヌエイチケイかいがいネットワーク、英称：World NetworkまたはNHK Overseas Network）は、NHKが2003年4月6日から2015年3月22日まで放送された日本の国外ニュース専門番組。週に1回、NHKのチャンネルにて放送される。

## 概要
日本国外（海外）のニュースを専門に伝えるテレビ番組であり、毎回2つの特集を中心に放送する。NHKの海外総支局・海外特派員や記者、総支局長は勿論、番組キャスターやスタッフも取材を行なう。NHKと提携している海外の放送局のニュース素材も用いる。
長きに渡って日曜日の放送であったが、2010年度の編成見直しにより、時間帯はそのままに土曜日に移動した。土曜移動後は各界から毎週1名ずつゲストを招いて放送するようになり、政治や外交分野だけでなく世界各国のトレンドも積極的に取り上げるようになっている。なお、土曜移動後のタイトルロゴは「NHK」が削除された「海外ネットワーク」の表記となっているが、正式タイトルは「NHK海外ネットワーク」のまま変わっていない。その後、2013年度から3年ぶりに元の日曜日の放送に戻っている。
2015年3月22日で最終回を迎え、12年間の歴史に幕を下ろした。後継番組は当番組を引き継いだ『これでわかった! 世界のいま』。

## 主なコーナー
2010年度
「ニュース世界一周」を除いて大幅に変更されている。
- 特集
- 今週の世界

主要ニュースを幾つか振り返る。
- ワールドトレンド（特集2）
- 世界あす読み

二村解説委員によるニュース解説。
- ニュース世界一周

その週の海外ニュースの中から、こぼれ話的なニュースを連続して伝える。
2009年度まで
- 最新ニュース（必要に応じて）
- NEWS UP

その週の海外ニュースの中から、特に重要なものを現地からの記者中継を交えて掘り下げる。
- 特集

海外記者の企画取材。『NHK特派員報告』の流れをくむ。
- ニュース世界一周

2010年度以降と同様。
- 世界の子供たち

毎回1箇所を取材。子供たちに今取り組んでいることや、将来の夢を聞く。キャスターの締め括りの挨拶の後、紹介する。

## 歴代司会
- 2003年度 - 2007年9月：道傳愛子（当時・NHKアナウンサー。解説委員就任のため番組降板）
- 2007年10月 - 2010年3月：長尾香里（NHK国際部記者）
- 2010年度 - 2012年3月：二村伸（NHK解説委員）、小林千恵（NHKアナウンサー）
- 2012年度 - 2012年12月：二村伸、島津有理子（NHKアナウンサー）
- 2013年1月12日 - 2013年3月：二村伸、森山春香（NHKアナウンサー。島津の産休に伴い代役に起用）
- 2013年度 ・ 2014年度：傍田賢治（NHK国際部記者）、桑原りさ（フリーアナウンサー）

備考
2010年度以降、番組の進行は女性キャスターが担当し、二村→傍田はコメンテーター的な立場。また、2010年度からは毎回スタジオにゲストを招いており、実質コメンテーター2名体制となっている。ゲストは専門家の他、海外の生活・事情に精通したタレントや文化人が駆けつける事も多い。
2009年度までは必要に応じて、スタジオに専門家やNHK解説員・外報担当記者が解説に来ていた他、取材記者を現地とつないで衛星中継で出演させる事もあった
その他、取材VTRではボイスオーバーによる吹き替えが入る場合がある。

## 放送時間
- NHK総合
  - 2010年3月まで：日曜日 18:10 - 18:45（JST）
  - 2010年4月 - 2013年3月：土曜日 18:10 - 18:42（JST）
  - 2013年4月 - 2015年3月：日曜日 18:10 - 18:42（JST）
- NHKワールド・プレミアム
  - 2007年4月 - 2008年3月：月曜日 11:05 - 11:40（JST）
  - 2008年3月 - 2010年3月：日曜日 23:00 - 23:35（JST）
  - 2010年4月 - 2013年3月：土曜日 23:00 - 23:32（JST）
  - 2013年4月 - 2015年3月：日曜日 23:00 - 23:32（JST） ※ノンスクランブル放送

## テーマ音楽
- 2007年10月 - 2010年3月 ： 高田耕至作曲
  - 同局では当番組の他に『首都圏ネットワーク』『BS列島ニュース』『これでわかった！世界のいま』の音楽も担当。
- 2010年4月 - 2015年3月：大森俊之作曲
  - 同局では当番組の他に『NHKニュース7』の音楽も担当。